# Olympische Sommerspiele 2024/Kanu – Zweier-Kajak 500 m (Männer)
Das Kanu-Rennen der Männer mit dem Zweier-Kajak über 500 m bei den Olympischen Spielen 2024 in Paris fand vom 6. bis 9. August 2024 statt. Schauplatz der Wettkämpfe war die Regattastrecke Stade nautique de Vaires-sur-Marne im Ort Vaires-sur-Marne, östlich des Großraums Paris. Erstmals 2008 wurde wieder ein K2-Rennen der Männer über 500 m ausgetragen. Der in Tokio ausgetragene K2 über 1000 m wurde hingegen aus dem Wettkampfprogramm für die Spiele 2024 gestrichen.

## Titelträger
| Olympische Spiele 2020       | nicht ausgetragen                      |              | Tokio             |
| Weltmeisterschaften 2023     | João Ribeiro / Messias Baptista        | 1:29,037 min | Duisburg          |
| Afrikameisterschaften 2024   | Chrisjan Coetzee / Nicholas Weeks      |              | Abuja             |
| Panamerikanische Spiele 2023 | Ian Gaudet / Simon McTavish            | 1:30,45 min  | Santiago de Chile |
| Asienspiele 2022             | Bu Tingkai / Wang Congkang             | 1:36,658 min | Hangzhou          |
| Europameisterschaften 2024   | Bence Nádas / Sándor Tótka             | 1:30,434 min | Szeged            |
| Ozeanienmeisterschaften 2024 | Jean van der Westhuyzen / Thomas Green | 1:30,75 min  | Sydney            |

## Qualifikation
Die sechs am besten platzierten Boote (maximal ein Boot pro Nation) der Weltmeisterschaften 2023 qualifizierten sich für die Spiele. Bei kontinentalen Qualifikationswettkämpfen stand zudem für jeden Kontinent ein Startplatz zur Verfügung.

## Vorläufe
Dienstag, 6. August 2024

### Vorlauf 1
| Rang | Bahn | Athleten                      | Nation      | Zeit (min) | Qualifikation |
| ---- | ---- | ----------------------------- | ----------- | ---------- | ------------- |
| 1    | 5    | Jacob Schopf Max Lemke        | Deutschland | 1:28,03    | Halbfinale    |
| 2    | 4    | João Ribeiro Messias Baptista | Portugal    | 1:28,10    | Halbfinale    |
| 3    | 7    | Adrián del Río Marcus Walz    | Spanien     | 1:35,26    | Viertelfinale |
| 4    | 6    | Bu Tingkai Zhang Dong         | China       | 1:36,79    | Viertelfinale |
| 5    | 3    | Hamish Legarth Kurtis Imrie   | Neuseeland  | 1:41,18    | Viertelfinale |

### Vorlauf 2
| Rang | Bahn | Athleten                              | Nation             | Zeit (min) | Qualifikation |
| ---- | ---- | ------------------------------------- | ------------------ | ---------- | ------------- |
| 1    | 7    | Max Rendschmidt Tom Liebscher-Lucz    | Deutschland        | 1:28,39    | Halbfinale    |
| 2    | 5    | Bence Nádas Sándor Tótka              | Ungarn             | 1:29,08    | Halbfinale    |
| 3    | 3    | Oleh Kucharyk Ihor Trunow             | Ukraine            | 1:31,24    | Viertelfinale |
| 4    | 4    | Mindaugas Maldonis Andrejus Olijnikas | Litauen            | 1:31,27    | Viertelfinale |
| 5    | 6    | Jonas Ecker Aaron Small               | Vereinigte Staaten | 1:32,01    | Viertelfinale |

### Vorlauf 3
| Rang | Bahn | Athleten                             | Nation     | Zeit (min) | Qualifikation |
| ---- | ---- | ------------------------------------ | ---------- | ---------- | ------------- |
| 1    | 4    | Jakub Stepun Przemysław Korsak       | Polen      | 1:28,84    | Halbfinale    |
| 2    | 5    | Carlos Arévalo Rodrigo Germade       | Spanien    | 1:28,85    | Halbfinale    |
| 3    | 6    | Pierre-Luc Poulin Simon McTavish     | Kanada     | 1:28,91    | Viertelfinale |
| 4    | 7    | Marko Novaković Marko Dragosavljević | Serbien    | 1:30,71    | Viertelfinale |
| 5    | 3    | Bekarys Ramatulla Sergei Tokarnizki  | Kasachstan | 1:38,62    | Viertelfinale |

### Vorlauf 4
| Rang | Bahn | Athleten                             | Nation     | Zeit (min) | Qualifikation |
| ---- | ---- | ------------------------------------ | ---------- | ---------- | ------------- |
| 1    | 4    | Jean van der Westhuyzen Thomas Green | Australien | 1:28,59    | Halbfinale    |
| 2    | 7    | Bálint Kopasz Ádám Varga             | Ungarn     | 1:29,37    | Halbfinale    |
| 3    | 5    | Jakub Špicar Daniel Havel            | Tschechien | 1:29,73    | Viertelfinale |
| 4    | 6    | Hamish Lovemore Andrew Birkett       | Südafrika  | 1:33,25    | Viertelfinale |
| 5    | 3    | Anđelo Džombeta Vladimir Torubarov   | Serbien    | 1:34,22    | Viertelfinale |

## Viertelfinale
Dienstag, 6. August 2024

### Viertelfinale 1
| Rang | Bahn | Athleten                              | Nation     | Zeit (min) | Qualifikation |
| ---- | ---- | ------------------------------------- | ---------- | ---------- | ------------- |
| 1    | 5    | Adrián del Río Marcus Walz            | Spanien    | 1:29,12    | Halbfinale    |
| 2    | 3    | Hamish Lovemore Andrew Birkett        | Südafrika  | 1:29,75    | Halbfinale    |
| 3    | 4    | Pierre-Luc Poulin Simon McTavish      | Kanada     | 1:30,01    | Halbfinale    |
| 4    | 7    | Hamish Legarth Kurtis Imrie           | Neuseeland | 1:30,29    | Halbfinale    |
| 5    | 6    | Mindaugas Maldonis Andrejus Olijnikas | Litauen    | 1:30,30    |               |
| 6    | 2    | Bekarys Ramatulla Sergei Tokarnizki   | Kasachstan | 1:37,58    |               |

### Viertelfinale 2
| Rang | Bahn | Athleten                             | Nation             | Zeit (min) | Qualifikation |
| ---- | ---- | ------------------------------------ | ------------------ | ---------- | ------------- |
| 1    | 4    | Jakub Špicar Daniel Havel            | Tschechien         | 1:28,36    | Halbfinale    |
| 2    | 3    | Marko Novaković Marko Dragosavljević | Serbien            | 1:28,57    | Halbfinale    |
| 3    | 7    | Jonas Ecker Aaron Small              | Vereinigte Staaten | 1:28,93    | Halbfinale    |
| 4    | 2    | Anđelo Džombeta Vladimir Torubarov   | Serbien            | 1:29,46    | Halbfinale    |
| 5    | 6    | Bu Tingkai Zhang Dong                | China              | 1:29,58    |               |
| 6    | 5    | Oleh Kucharyk Ihor Trunow            | Ukraine            | 1:29,68    |               |

## Halbfinale
Freitag, 9. August 2024

### Halbfinale 1
| Rang | Bahn | Athleten                       | Nation             | Zeit (min) | Qualifikation |
| ---- | ---- | ------------------------------ | ------------------ | ---------- | ------------- |
| 1    | 4    | Jacob Schopf Max Lemke         | Deutschland        | 1:28,13    | A-Finale      |
| 2    | 3    | Bence Nádas Sándor Tótka       | Ungarn             | 1:28,38    | A-Finale      |
| 3    | 2    | Jakub Špicar Daniel Havel      | Tschechien         | 1:28,71    | A-Finale      |
| 4    | 1    | Jonas Ecker Aaron Small        | Vereinigte Staaten | 1:29,51    | A-Finale      |
| 5    | 6    | Bálint Kopasz Ádám Varga       | Ungarn             | 1:29,66    | B-Finale      |
| 6    | 7    | Hamish Lovemore Andrew Birkett | Südafrika          | 1:29,70    | B-Finale      |
| 7    | 8    | Hamish Legarth Kurtis Imrie    | Neuseeland         | 1:30,26    | B-Finale      |
| 8    | 5    | Jakub Stepun Przemysław Korsak | Polen              | 1:30,95    | B-Finale      |

### Halbfinale 2
| Rang | Bahn | Athleten                             | Nation      | Zeit (min) | Qualifikation |
| ---- | ---- | ------------------------------------ | ----------- | ---------- | ------------- |
| 1    | 5    | Jean van der Westhuyzen Thomas Green | Australien  | 1:26,85    | A-Finale, OB  |
| 2    | 2    | Adrián del Río Marcus Walz           | Spanien     | 1:27,24    | A-Finale      |
| 3    | 3    | João Ribeiro Messias Baptista        | Portugal    | 1:27,64    | A-Finale      |
| 4    | 4    | Max Rendschmidt Tom Liebscher-Lucz   | Deutschland | 1:27,67    | A-Finale      |
| 5    | 6    | Carlos Arévalo Rodrigo Germade       | Spanien     | 1:28,49    | B-Finale      |
| 6    | 1    | Pierre-Luc Poulin Simon McTavish     | Kanada      | 1:29,01    | B-Finale      |
| 7    | 7    | Marko Novaković Marko Dragosavljević | Serbien     | 1:30,20    | B-Finale      |
| 8    | 8    | Anđelo Džombeta Vladimir Torubarov   | Serbien     | 1:34,65    | B-Finale      |

## Finale
Freitag, 9. August 2024

### A-Finale
Anmerkung: zur Ermittlung der Plätze 1 bis 8
| Rang | Bahn | Athleten                             | Nation             | Zeit (min) |
| ---- | ---- | ------------------------------------ | ------------------ | ---------- |
| 1    | 5    | Jacob Schopf Max Lemke               | Deutschland        | 1:26,87    |
| 2    | 3    | Bence Nádas Sándor Tótka             | Ungarn             | 1:27,15    |
| 3    | 4    | Jean van der Westhuyzen Thomas Green | Australien         | 1:27,29    |
| 4    | 6    | Adrián del Río Marcus Walz           | Spanien            | 1:27,38    |
| 5    | 8    | Max Rendschmidt Tom Liebscher-Lucz   | Deutschland        | 1:27,54    |
| 6    | 2    | João Ribeiro Messias Baptista        | Portugal           | 1:27,82    |
| 7    | 7    | Jakub Špicar Daniel Havel            | Tschechien         | 1:29,29    |
| 8    | 1    | Jonas Ecker Aaron Small              | Vereinigte Staaten | 1:30,02    |

### B-Finale
Anmerkung: zur Ermittlung der Plätze 9 bis 16
| Rang | Bahn | Athleten                             | Nation     | Zeit (min) |
| ---- | ---- | ------------------------------------ | ---------- | ---------- |
| 9    | 4    | Carlos Arévalo Rodrigo Germade       | Spanien    | 1:30,08    |
| 10   | 6    | Pierre-Luc Poulin Simon McTavish     | Kanada     | 1:30,80    |
| 11   | 2    | Marko Novaković Marko Dragosavljević | Serbien    | 1:31,50    |
| 12   | 3    | Hamish Lovemore Andrew Birkett       | Südafrika  | 1:31,79    |
| 13   | 1    | Jakub Stepun Przemysław Korsak       | Polen      | 1:32,05    |
| 14   | 7    | Hamish Legarth Kurtis Imrie          | Neuseeland | 1:32,09    |
| 15   | 5    | Bálint Kopasz Ádám Varga             | Ungarn     | 1:32,85    |
| 16   | 8    | Anđelo Džombeta Vladimir Torubarov   | Serbien    | 1:35,00    |